# Bismarck-Denkmal (Wilhelmshaven)

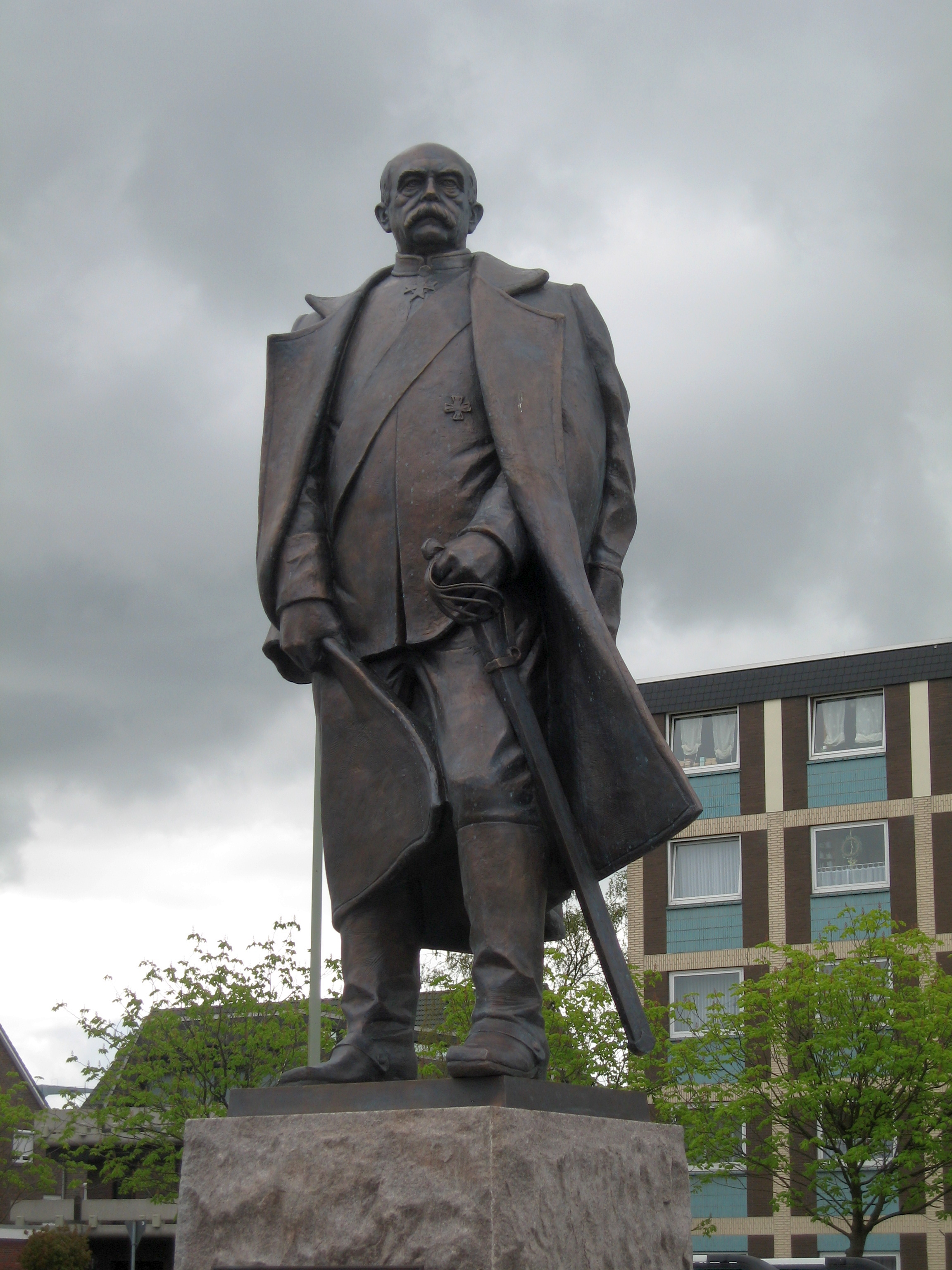
Neues Bismarck-Denkmal

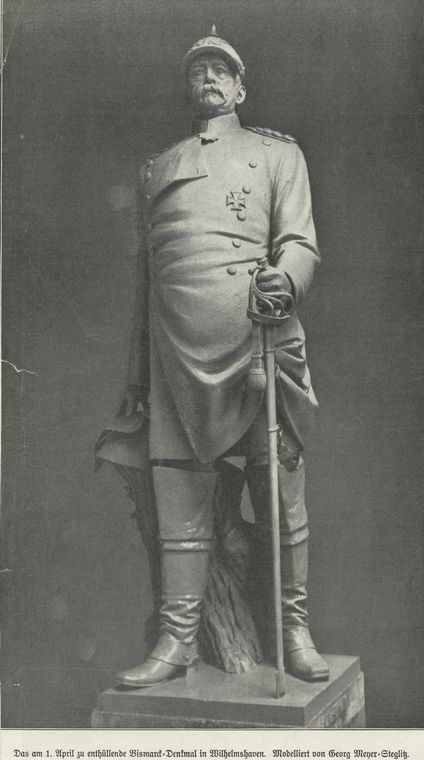
Das Original von 1905

Das Bismarck-Denkmal steht im Wilhelmshavener Stadtteil Heppens. Es wurde am 24. April 2015 eingeweiht.

## Beschreibung
Das Denkmal zeigt den Reichskanzler Otto von Bismarck lebensgroß mit langem Mantel und Säbel.

## Geschichte
Das Original wurde 1905 von Georg Meyer-Steglitz geschaffen und ging im Zweiten Weltkrieg verloren. Die neue Statue wurde mittels Spenden von Bürgern finanziert. Das Geld für das Bildnis wurde vom CDU-Ratsherrn und Drehorgelspieler August Desenz gesammelt. Hierzu gründete der engagierte Wilhelmshavener die August-Desenz-Drehorgel-Stiftung mit dem Zweck der Heimat- und Denkmalpflege sowie der Heimatkunde ausschließlich im Raum Wilhelmshaven-Friesland. So kamen 45.000 Euro zusammen. Es wurde von dem in Sankt Petersburg geborenen Künstler Sergej Musat geschaffen, der sich in seiner Gestaltung an dem während des Zweiten Weltkrieges verloren gegangenen Denkmal orientierte. Der Künstler würdigte das Werk während der Einweihungsfeierlichkeiten: 

„Bismarck war ein großer Deutscher“

 Die Fraktion der Grünen verteilte während der Einweihungsfeierlichkeit grüne Bismarck-Heringe. Kritiker warfen dem Denkmal und dem Projekt vor, ein Stück Realsatire zu sein.